# 桂さん福
桂 さん福（かつら さんふく、1958年10月21日 - 1991年9月21日）は和歌山県出身の落語家。本名∶新谷 祥之。
- 1981年10月 - 4代目桂福團治に入門、左ん福を名乗る。
- 1982年 - さん福と改名。

生前は地元和歌山県で1987年から月1度「紀の芽寄席」を開催し落語、地元の発展に力を注いだ。地元和歌山放送の昼の生放送のラジオ番組放送中に腹部大動脈瘤で倒れすぐに病院に運ばれたが翌日未明に死去。

## 受賞
- 平成2年度 NHK新人演芸大賞